# Vlag van Hardegarijp

Vlag van Hardegarijp

De vlag van Hardegarijp is de dorpsvlag van het Nederlandse dorp Hardegarijp, in de Friese gemeente Tietjerksteradeel. De vlag werd in 1984 geregistreerd.
Bij gemeenteraadsbesluit van 22 november 1984 zijn een wapen en een vlag vastgesteld voor de 16 dorpen van de gemeente Tietjerksteradeel. Het ontwerp van de vlag is van de hand van Piet Bultsma.

## Beschrijving
De beschrijving van de vlag is als volgt:
Vijf hoogtebanen van rood-wit-zwart-wit-rood, in de verhouding 6:1:2:1:6; boven in de hijs op de rode baan een gele gesnoerde jachthoorn.
De kleuren zijn afkomstig van het dorpswapen.

## Symboliek
- Zwarte baan: staat voor de Swarte Wei (Zwarte Weg). Na de aanleg van deze weg in 1830 verplaatste het dorp langzamerhand naar deze weg.[2]

Rode banen: ontleend aan een kwartier van het wapen van Tietjerksteradeel.
- Jachthoorn: eveneens overgenomen uit het wapen van Tietjerksteradeel.[2]